# Lota de Macedo Soares

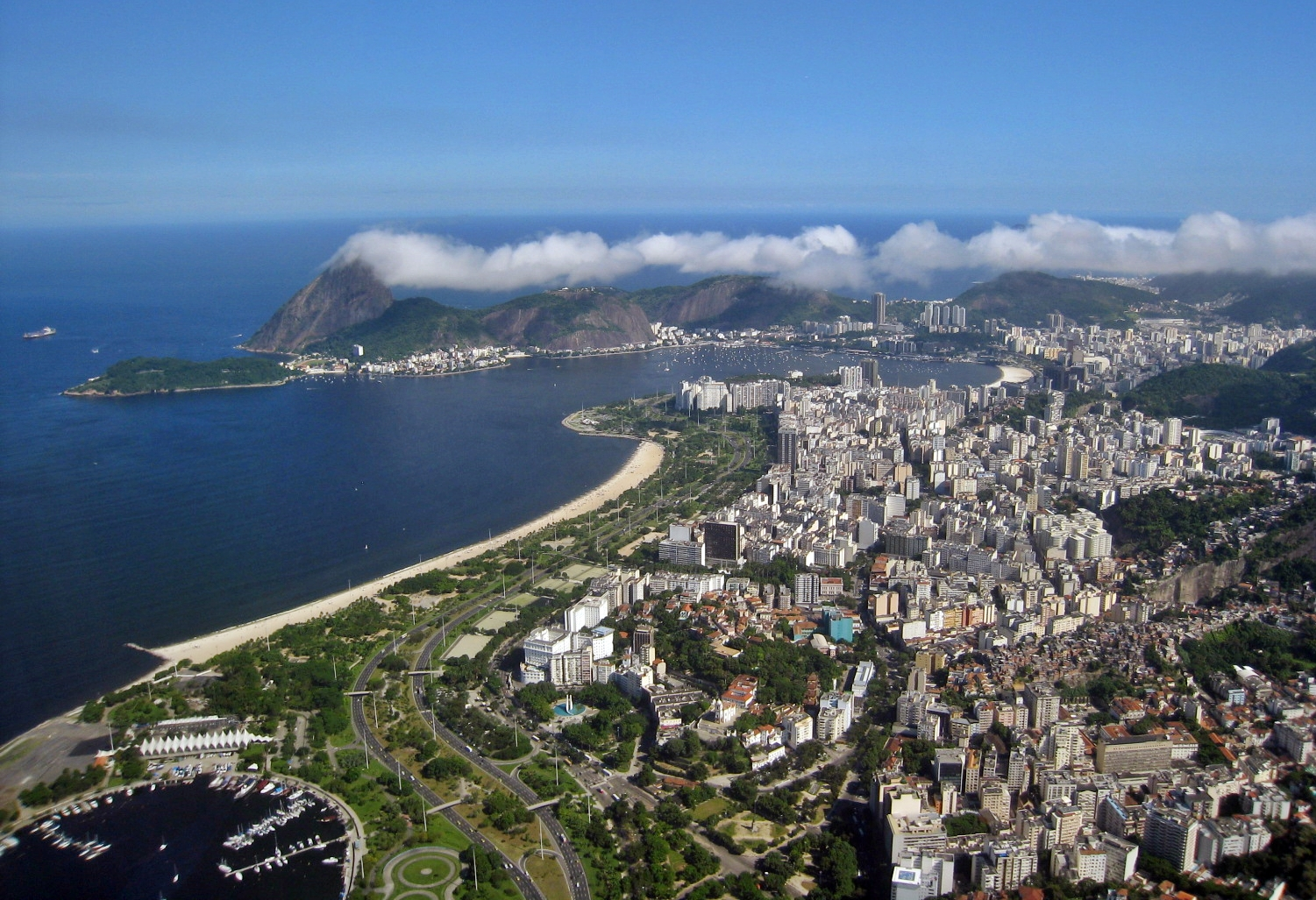
Parque Flamengo de Río de Janeiro, Lota de Macedo Soares

Maria Carlota Costallat de Macedo Soares (París, 16 de marzo de 1910 – Nueva York, 25 de septiembre de 1967) más conocida como Lota de Macedo Soares, fue una arquitecta brasileña a quien se le atribuye la creación del Parque del Flamenco, hoy Parque Brigadier Eduardo Gomes, en Río de Janeiro. Nació en Paris, miembro de una prominente familia de políticos del estado de Río de Janeiro.
Sus padres fueron José Eduardo de Macedo Soares, Primer Teniente de Marina con base en Europa, y Adélia de Carvalho Costallat. En París también nació otra hija, llamada Maria Elvira, conocida como Marieta. José Eduardo sale de la Marina en 1912 y regresa a Brasil con su familia. En Río de Janeiro, funda el periódico O Imparcial, precursor del Diario Carioca.
Al principio de la década de 1940, Lota, como la llamaban comúnmente, residió en Nueva York donde tomó cursos en el Museo de Arte Contemporáneo.
Sin haber asistido a la universidad, fue reconocida como arquitecta autodidacta y paisajista. Fue invitada por Carlos Lacerda, quien acababa de ganar las elecciones del gobierno del Estado de la Guanabara (1960-1965) para trabajar en el proyecto del Parque Aterro do Flamengo. Cuando en las elecciones siguientes Carlos Lacerda pierde el gobierno, Lota se retira de la construcción del parque.
Lota mantuvo una larga relación con la poetisa estadounidense Elizabeth Bishop de 1951 a 1967. Su relación es relatada en la película brasileña Flores raras (Reaching for the Moon, 2012), basado en el libro Flores Raras e Banalíssimas de la autora Carmem Lucia de Oliveira, así como en el libro The More I Owe You (Mientras más te debo), del escritor estadounidense Michael Sledge. El personaje de Lota es interpretado por la actriz brasileña Gloria Pires.
En 1967, Soares buscó a Bishop en los Estados Unidos, después de recuperarse de una larga depresión durante la que estuvo hospitalizada. El mismo día que llegó a Nueva York, el 19 de septiembre de 1967, Soares tomó una sobredosis de tranquilizantes y murió varios días después.